# Kilauea
Kīlauea ([ki:lauei'ə]; på hawaiiska [ˈkiːlouˈɛjə]) är en 1 247 m ö.h. hög aktiv sköldvulkan på Hawaiiöarna, och är en av de fem sköldvulkanerna som tillsammans bildar ön Hawaii. På hawaiiska betyder ordet kīlauea "spy" eller "stort spridande", på grund av vulkanens ofta förekommande utbrott. Kilaueas senaste utbrott med lava nästan oupphörligen flödande ut från vulkankratern Puʻu ʻŌʻō pågick i 35 år, från 3 januari 1983 till 4 september 2018, med kulminering i ett större utbrott i maj 2018.
Under 1998 blev Kilauea kallad "den mest aktiva vulkanen på jorden".
Kilauea är en ovärderlig informationskälla för vulkanologer, och kan vara världens mest besökta aktiva vulkan. Mindre och medelstora skalv registreras på vulkanen med jämna mellanrum, och vulkanen har haft många mindre utbrott under 1900-talet. Lava som är yngre än 1 000 år täcker 90 procent av Kilauea. Utbrottet 2018 var det största på över 200 år. Över 700 byggnader och många vägar förstördes av lavaströmmarna och invånarna i byar i riskzonen evakuerades. Kraterns botten kollapsade och en askpelare bildades. 1790 inträffade det senaste större utbrottet före det 2018. Utbrottet 1790 tros ha orsakat 80–400 människors död. Då lavaflödena från 1983–2018 inte upphörde för en period längre än tre månader, utan endast avbröts av kortare pauser på några dagar eller några få veckor, räknas 1983–2018 som ett utbrott, eftersom gränsen för när ett utbrott betraktas som upphört enligt Global Volcanism Program (GVP) är tre månader utan tecken på fortsatt utbrottsaktivitet. Trettiofyra utbrott har ägt rum sedan 1952, inklusive det 1983–2018. Ett utbrott 1924 orsakade en persons död.
Volymen hos allt material från utbrotten skulle räcka till att bygga en väg runt jordklotet tre gånger.
Kilauea är den yngsta av de fem vulkaner som skapat ön Hawaii.
I den lokala tron är vulkanen hemmet för den hawaiiska vulkangudinnan, Pelé. Legenden säger att utbrotten äger rum när Pelé är arg.
Pelés hår och Pelés tårar är karaktäriska formationer av extrusiva magmatiska bergarter som Kilauea kan bilda och som blivit uppkallade efter Pelé. Pelés hår har formen av tunna trådar. De uppstår genom att mycket lättflytande magma snabbt avkyls i lavafontäner. Mer droppformade varianter kallas istället Pelés tårar.
Kilauea är en del av nationalparken Hawaii Volcanoes nationalpark.
På samma sätt som med vulkanen Cumbre Vieja på Kanarieöarna talas det ibland om ett möjligt katastrofscenario med en mycket stor tsunami till följd av ett jordskred under havsytan i samband med ett stort vulkanutbrott på Hawaii som potentiellt skulle kunna hota alla kuster kring Stilla havet. Sådana händelser är dock extremt sällsynta.

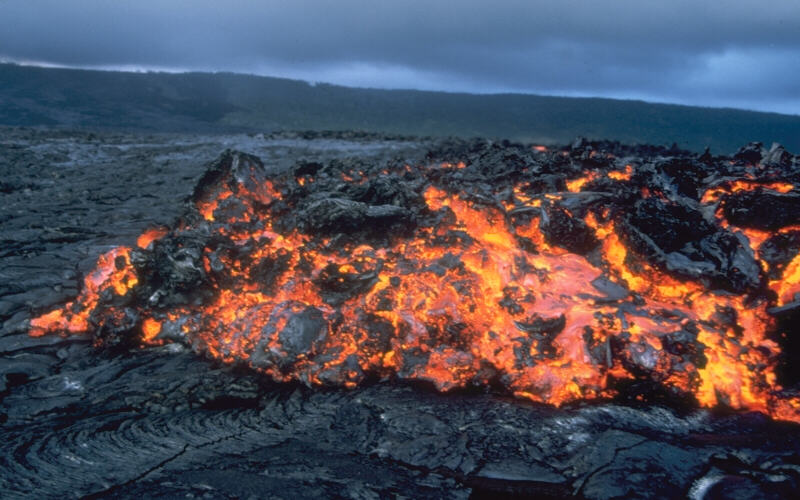
Lavaflöde från Kilauea, 1998.